# Colom verdós de coll rosa
El colom verdós de coll rosa o colom verdós collrosa (Treron vernans) és una espècie d'ocell de la família dels colúmbids (Columbidae) que habita boscos i jardins del Sud-est Asiàtic i l'Arxipèlag Malai, a Tailàndia, Cambodja, sud del Vietnam, sud de Myanmar, Malaia, Sumatra, Borneo, Java, Filipines i Sulawesi, a més de petites illes al voltant d'aquestes.